# Juce
Juce — открытый кроссплатформенный инструментарий разработки ПО (фреймворк) для языка C++, используемый для разработки GUI приложений и плагинов.
Цель Juce — позволить компилировать один и тот же исходный текст в программы, одинаково работающие на Windows, macOS и Linux (последние версии — также iPhone и Android) платформах. Он поддерживает различные среды разработки и компиляторы, такие как GCC, Xcode и Visual Studio.
Juce впервые опубликован в 2004, держателем его кода является британская компания Raw Material Software. Имеет двойную GPL/коммерческую лицензию.

## Официальная поддержка
Пакет Juce предназначен для использования одним и тем же способом на множестве платформ и компиляторов. Компания Raw Material Software рекомендует следующий список платформ и компиляторов, поддержка которых официально подтверждена; другие могут работать, но не были официально испытаны.

### Поддерживаемые платформы
Juce поддерживается на следующих платформах.
- Microsoft Windows XP, Vista, 7, 8
- macOS начиная с версии 10.5
- Linux с ядрами версий 2.6
- iOS начиная с версии 3
- Android (NDK v.5)

### Поддерживаемые компиляторы
Официально подтверждена правильная работа Juce, со следующими компиляторами.
- GCC начиная с версии 4.0
- Microsoft Visual Studio — Visual C++ версии 2005 и выше
- MinGW

## Особенности
Подобно многим другим фреймвокам (напр. Qt, wxWidgets, FLTK и т. д.), Juce содержит классы позволяющие программе работать с графикой и звуком, разбирать XML, работать с сетью и криптографией и т д.. За счёт этого нуждающиеся в дополнительных библиотеках программисты могут использовать только библиотеку Juce, или хотя бы сократить количество сторонних библиотек, которые они используют. На это разработчиков Juce вдохновил JDK языка Java. По их заявлению, они собирались из Juce сделать «что-то подобное для C++».
Примечательная особенность Juce по сравнению с другими аналогичными фреймворками — большой набор аудиофункций. Дело в том, что библиотека Juce сначала была разработана как часть аудиосеквенсора Tracktion, и лишь затем стала самостоятельным продуктом. Juce включает в себя поддержку воспроизведения звука через аудио и MIDI интерфейсы, полифонические синтезаторы, понимает файлы распространённых аудиоформатов (таких как WAV, AIFF, FLAC, и Vorbis). Он также содержит интерфейсы-оболочки для построения различных аудио плагинов, таких как эффекты и инструменты VST. Это привело к его широкому распространению в сообществе разработчиков аудио-ПО.
В поставку Juce входят классы-обёртки для создания как аудиоплагинов, так и браузерных плагинов. При сборке аудиоплагина, получается единый бинарный файл, который поддерживает несколько форматов плагинов (VST, RTAS, AU). Поскольку весь платформо- и форматозависимый код содержится в классах-обёртках, то пользователь может собирать плагины в формате VST/RTAS/AU для макинтошей и Windows из одного и того же исходного кода.
Плагины для браузеров поддерживаются аналогичным образом: один и тот же бинарный файл, функционирует и как NPAPI, и как ActiveX плагин.

## Jucer
Неотъемлемая часть фреймворка Juce — приложение Jucer (так же написанное на Juce), используемое для визуального проектирования и редактирования графических интерфейсов. Jucer затем может сгенерировать C++ код, реализующий выбранную структуру графического интерфейса.

## Juced
Имеется также неофициальное ответвление библиотеки, расширенное дополнительными возможностями, поддерживаемое сообществом, которое называется Juced.
На сайте этого варианта фреймворка можно найти также дополнительную документацию по Juce, т.е. поможет освоить библиотеку.